# Diaphoromyces kuschelii
Diaphoromyces kuschelii är en svampart som beskrevs av A. Weir & W. Rossi 1997. Diaphoromyces kuschelii ingår i släktet Diaphoromyces och familjen Laboulbeniaceae.   Inga underarter finns listade i Catalogue of Life.